# 이경해

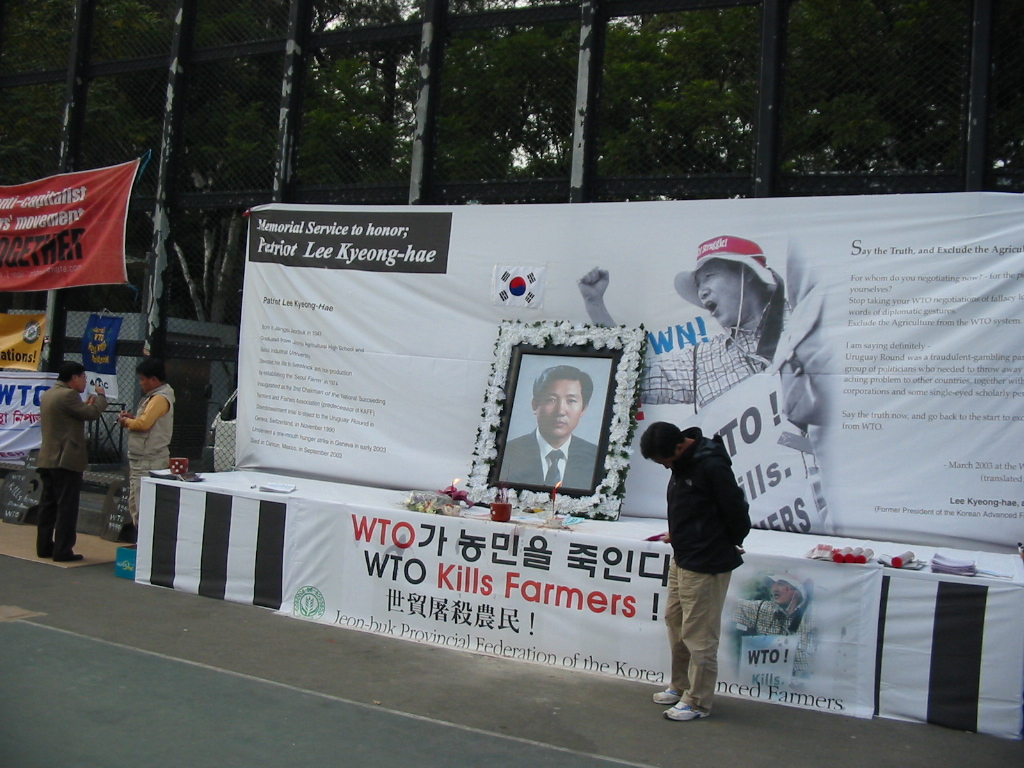
WTOMC6 기간 중 설치된 이경해 추모단

이경해(李京海, 1947년 8월 7일 ~ 2003년 9월 10일)는 대한민국의 농민운동가로 전북특별자치도 장수군 출신이다. 멕시코 캉쿤에서 WTO 반대 집회 중 할복 자살하였다. 장례는 세계농민장으로 치러졌다.

## 같이 보기
- 대한민국의 정치